# Ehingen (Ansbach járás)
Ehingen település Németországban, azon belül Bajorországban. Lakosainak száma 1940 fő (2023. december 31.).

## Népesség
A település népessége az elmúlt években az alábbi módon változott:
| Lakosok száma | 921  | 1179 | 1457 | 1940 | 1958 | 1932 | 1961 | 1960 | 1938 | 1940 |
|               | 1875 | 1950 | 1975 | 1987 | 2012 | 2014 | 2016 | 2017 | 2021 | 2023 |